# Torneo Argentino A 2008-09
El Torneo Argentino A 2008-09 fue la decimocuarta edición de este torneo, correspondiente a la tercera división del fútbol argentino. Se desarrolló entre el 30 de agosto de 2008, con el inicio de la Fase Campeonato, y el 21 de junio de 2009, con la final de vuelta por el ascenso. En ella participaron veinticinco equipos provenientes de doce provincias, divididos en dos zonas de ocho participantes y una de nueve.
Boca Unidos obtuvo el único ascenso a la Primera B Nacional, mientras que otros cuatro equipos perdieron la categoría, descendiendo al Torneo Argentino B.

## Ascensos y descensos
- Equipos salientes

| Posición | Descendidos del Argentino A 2007/08 |
| -------- | ----------------------------------- |
| Prom.    | Luján de Cuyo                       |
| Prom.    | La Plata                            |
| 8.º      | La Florida                          |
| 8.º      | Patria                              |

| Posición | Ascendidos del Argentino A 2007/08 |
| -------- | ---------------------------------- |
| Campeón  | Tucumán                            |

- Equipos entrantes

| Posición | Ascendidos del Argentino B 2007/08 |
| -------- | ---------------------------------- |
| Campeón  | Maipú                              |
| Campeón  | Patronato de la Juventud Católica  |
| Prom.    | Alvarado                           |
| Prom.    | Central Córdoba (SdE)              |

| Posición | Descendidos de la Primera B Nacional 2007/08 |
| -------- | -------------------------------------------- |
| 19°      | Ben Hur                                      |

El numero de participantes se mantuvo.

## Formato
Los participantes fueron divididos en 3 zonas: dos zonas de 8 equipos y una zona de 9 equipos. En cada zona se enfrentaron bajo el sistema de todos contra todos a cuatro ruedas. Además, entre las zonas de 8 equipos, se disputó una fecha interzonal por rueda con el fin de que todos los participantes disputen la misma cantidad de partidos.

### Ascensos
Los 2 mejores de cada zona y los 2 mejores terceros accedieron a la segunda fase, donde fueron divididos en dos zonas de 4 equipos. En cada una se enfrentaron bajo el sistema de todos contra todos a 2 ruedas. El mejor de cada zona avanzó a la final, que se disputó a 2 partidos.
El ganador de la final obtuvo el ascenso, mientras el perdedor accedió a la promoción.

### Descensos
Los 2 peores últimos descendieron, el mejor último y el peor penúltimo fueron relegados a la promoción.

## Equipos participantes

### Zona 1
| Equipo                                 | Ciudad        | Provincia    | Liga de Origen                        |
| -------------------------------------- | ------------- | ------------ | ------------------------------------- |
| Club Cipolletti                        | Cipolletti    | Río Negro    | Liga Deportiva Confluencia            |
| Club Deportivo Santamarina             | Tandil        | Buenos Aires | Liga Tandilense de fútbol             |
| Club Rivadavia                         | Lincoln       | Buenos Aires | Liga Deportiva del Oeste (Junín)      |
| Club Social y Atlético Guillermo Brown | Puerto Madryn | Chubut       | Liga de fútbol Valle del Chubut       |
| Club Villa Mitre                       | Bahía Blanca  | Buenos Aires | Liga del Sur (Bahía Blanca)           |
| Club Atlético Juventud                 | Pergamino     | Buenos Aires | Liga de fútbol Pergamino              |
| Cub Atlético Huracán                   | Tres Arroyos  | Buenos Aires | Liga Regional Tresarroyense de fútbol |
| Club Atlético Alvarado                 | Mar del Plata | Buenos Aires | Liga Marplatense de fútbol            |

### Zona 2
| Equipo                                          | Ciudad                 | Provincia  | Liga de Origen                           |
| ----------------------------------------------- | ---------------------- | ---------- | ---------------------------------------- |
| Club Atlético Boca Unidos                       | Corrientes             | Corrientes | Liga Correntina de fútbol                |
| Club Atlético Patronato de la Juventud Católica | Paraná                 | Entre Ríos | Liga Paranaense de fútbol                |
| Club Atlético 9 de Julio                        | Rafaela                | Santa Fe   | Liga Rafaelina de fútbol                 |
| Club Gimnasia y Esgrima                         | Concepción del Uruguay | Entre Ríos | Liga de fútbol de Concepción del Uruguay |
| Club Atlético Unión                             | Sunchales              | Santa Fe   | Liga Rafaelina de fútbol                 |
| Club Deportivo Libertad                         | Sunchales              | Santa Fe   | Liga Rafaelina de fútbol                 |
| Club Sportivo Ben Hur                           | Rafaela                | Santa Fe   | Liga Rafaelina de fútbol                 |
| Club Social y Deportivo Real Arroyo Seco        | Arroyo Seco            | Santa Fe   | Liga de Fútbol Regional del Sud          |

### Zona 3
| Equipo                                     | Ciudad              | Provincia           | Liga de Origen               |
| ------------------------------------------ | ------------------- | ------------------- | ---------------------------- |
| Centro Juventud Antoniana                  | Salta               | Salta               | Liga Salteña de Fútbol       |
| Club Sportivo Desamparados                 | San Juan            | San Juan            | Liga Sanjuanina de fútbol    |
| Club Atlético Racing                       | Córdoba             | Córdoba             | Liga Cordobesa de Fútbol     |
| Club Deportivo Maipú                       | Maipú               | Mendoza             | Liga Mendocina de Fútbol     |
| Club Atlético Alumni                       | Villa María         | Córdoba             | Liga Villamariense de fútbol |
| Club Atlético Central Córdoba              | Santiago del Estero | Santiago del Estero | Liga Santiagueña de Fútbol   |
| Club Atlético Juventud Unida Universitario | San Luis            | San Luis            | Liga Sanluiseña de fútbol    |
| Club Atlético Gimnasia y Esgrima           | Mendoza             | Mendoza             | Liga Mendocina de Fútbol     |
| Club Atlético Talleres                     | Perico              | Jujuy               | Liga Jujeña de Fútbol        |

#### Interzonales
Los rivales entre las zonas 1 y 2 fueron:
- Juventud (P) y Boca Unidos
- Alvarado y Libertad (S)
- Guillermo Brown y Gimnasia y Esgrima (CdU)
- Huracán (TA) y 9 de Julio (R)
- Rivadavia (L) y Ben Hur
- Patronato y Villa Mitre
- Cipolletti y Real Arroyo Seco
- Unión (S) y Santamarina

## Primera fase

### Zona 1

#### Tabla de posiciones
| Pos. | Equipo          | Pts. | PJ | PG | PE | PP | GF | GC | Dif. |
| ---- | --------------- | ---- | -- | -- | -- | -- | -- | -- | ---- |
| 01.º | Cipolletti      | 64   | 32 | 19 | 7  | 6  | 49 | 22 | 27   |
| 02.º | Santamarina     | 55   | 32 | 16 | 7  | 9  | 45 | 35 | 10   |
| 03.º | Rivadavia       | 46   | 32 | 12 | 10 | 10 | 32 | 23 | 9    |
| 04.º | Guillermo Brown | 44   | 32 | 11 | 11 | 10 | 46 | 36 | 10   |
| 05.º | Villa Mitre     | 42   | 32 | 11 | 9  | 12 | 35 | 48 | −13  |
| 06.º | Juventud (P)    | 39   | 32 | 10 | 9  | 13 | 24 | 38 | −14  |
| 07.º | Huracán (TA)    | 34   | 32 | 8  | 10 | 14 | 26 | 41 | −15  |
| 08.º | Alvarado        | 30   | 32 | 6  | 12 | 14 | 33 | 47 | −14  |

|  | Clasificados a la Fase Final Campeonato. |
|  | Jugó la Promoción.                       |

### Zona 2

#### Tabla de posiciones
| Pos. | Equipo                   | Pts. | PJ | PG | PE | PP | GF | GC | Dif. |
| ---- | ------------------------ | ---- | -- | -- | -- | -- | -- | -- | ---- |
| 01.º | Boca Unidos              | 61   | 32 | 18 | 7  | 7  | 56 | 31 | 25   |
| 02.º | Patronato                | 56   | 32 | 16 | 8  | 8  | 53 | 37 | 16   |
| 03.º | 9 de Julio (R)           | 50   | 32 | 14 | 8  | 10 | 52 | 38 | 14   |
| 04.º | Gimnasia y Esgrima (CdU) | 49   | 32 | 14 | 7  | 11 | 52 | 41 | 11   |
| 05.º | Unión (S)                | 41   | 32 | 10 | 11 | 11 | 43 | 42 | 1    |
| 06.º | Libertad (S)             | 39   | 32 | 10 | 9  | 13 | 35 | 39 | −4   |
| 07.º | Ben Hur                  | 34   | 32 | 8  | 10 | 14 | 29 | 44 | −15  |
| 08.º | Real Arroyo Seco         | 13   | 32 | 2  | 7  | 23 | 20 | 68 | −48  |

|  | Clasificados a la Fase Final Campeonato. |
|  | Descendió al Torneo Argentino B.         |

### Zona 3

#### Tabla de posiciones
| Pos. | Equipo                       | Pts. | PJ | PG | PE | PP | GF | GC | Dif. |
| ---- | ---------------------------- | ---- | -- | -- | -- | -- | -- | -- | ---- |
| 01.º | Juventud Antoniana           | 58   | 32 | 18 | 4  | 10 | 51 | 36 | 15   |
| 02.º | Desamparados                 | 55   | 32 | 15 | 10 | 7  | 42 | 31 | 11   |
| 03.º | Racing (C)                   | 54   | 32 | 15 | 9  | 8  | 37 | 28 | 9    |
| 04.º | Deportivo Maipú              | 53   | 32 | 14 | 11 | 7  | 42 | 32 | 10   |
| 05.º | Alumni (VM)                  | 45   | 32 | 13 | 6  | 13 | 35 | 32 | 3    |
| 06.º | Central Córdoba (SdE)        | 42   | 32 | 10 | 12 | 10 | 31 | 27 | 4    |
| 07.º | Juventud Unida Universitario | 33   | 32 | 9  | 6  | 17 | 31 | 47 | −16  |
| 08.º | Gimnasia y Esgrima (M)       | 29   | 32 | 7  | 8  | 17 | 31 | 47 | −16  |
| 09.º | Talleres (P)                 | 26   | 32 | 6  | 8  | 18 | 21 | 41 | −20  |

|  | Clasificados a la Fase Final Campeonato. |
|  | Jugó la Promoción.                       |
|  | Descendió al Torneo Argentino B.         |

## Segunda fase

### Zona A

#### Tabla de posiciones
| Pos. | Equipo         | Pts. | PJ | PG | PE | PP | GF | GC | Dif. |
| ---- | -------------- | ---- | -- | -- | -- | -- | -- | -- | ---- |
| 01.º | Patronato      | 10   | 6  | 2  | 4  | 0  | 7  | 3  | 4    |
| 02.º | Cipolletti     | 10   | 6  | 3  | 1  | 2  | 7  | 8  | −1   |
| 03.º | 9 de Julio (R) | 8    | 6  | 2  | 2  | 2  | 5  | 4  | 1    |
| 04.º | Desamparados   | 3    | 6  | 0  | 3  | 3  | 2  | 6  | −4   |

|  | Clasificado a la Final. |

### Zona B

#### Tabla de posiciones
| Pos. | Equipo             | Pts. | PJ | PG | PE | PP | GF | GC | Dif. |
| ---- | ------------------ | ---- | -- | -- | -- | -- | -- | -- | ---- |
| 01.º | Boca Unidos        | 11   | 6  | 3  | 2  | 1  | 10 | 4  | 6    |
| 02.º | Juventud Antoniana | 11   | 6  | 3  | 2  | 1  | 9  | 5  | 4    |
| 03.º | Santamarina        | 8    | 6  | 2  | 2  | 2  | 4  | 6  | −2   |
| 04.º | Racing (C)         | 3    | 6  | 1  | 0  | 5  | 3  | 11 | −8   |

|  | Clasificado a la Final. |

## Final
Patronato, como ganador de la Zona A, y Boca Unidos, como ganador de la Zona B, disputaron la final por el ascenso.

| 14 de junio de 2009 | Patronato  | 1:0 (0:0) | Boca Unidos | Bartolomé Grella, Paraná, Entre Ríos |  |
|                     | Britez 66' |           |             |                                      |  |

| 21 de junio de 2009 | Boca Unidos | 1:0 (1:0) | Patronato | José Antonio Romero, Corrientes, Corrientes |  |
|                     | Núñez, 12'  |           |           |                                             |  |

| Definición por penales |                  |  |                  |         |  |
| Núñez                  | Acierto de penal |  | Fallo de penal   | Márquez |  |
| Donatti                | Acierto de penal |  | Acierto de penal | Nardi   |  |
| Amaya                  | Acierto de penal |  | Fallo de penal   | Mazzón  |  |
| Martínez               | Acierto de penal |  | Acierto de penal | Britez  |  |

Boca Unidos obtuvo el ascenso a la Primera B Nacional.
Patronato obtuvo el derecho a jugar la promoción, en la cual cayó derrotado por un marcador global de 5-1 ante la CAI.

## Descensos y promociones con elTorneo Argentino B
Talleres (P) y Real Arroyo Seco  descendieron directamente al Torneo Argentino B por haber finalizado como peores últimos.
Alvarado (como mejor último) y Gimnasia y Esgrima (M) (como peor penúltimo) jugaron partidos promocionales para definir su continuidad en la categoría. Obtuvieron sendas derrotas por lo que descendieron al Torneo Argentino B

### Tablas de descenso
Tabla de penúltimos
| Pos. | Equipo                 | Pts. | PJ | PG | PE | PP | GF | GC | Dif. |
| ---- | ---------------------- | ---- | -- | -- | -- | -- | -- | -- | ---- |
| 07.º | Ben Hur                | 34   | 32 | 8  | 10 | 14 | 29 | 44 | −15  |
| 07.º | Huracán (TA)           | 34   | 32 | 8  | 10 | 14 | 26 | 41 | −15  |
| 08.º | Gimnasia y Esgrima (M) | 29   | 32 | 7  | 8  | 17 | 31 | 47 | −16  |

|  | Jugó la Promoción. |

Tabla de últimos
| Pos. | Equipo           | Pts. | PJ | PG | PE | PP | GF | GC | Dif. |
| ---- | ---------------- | ---- | -- | -- | -- | -- | -- | -- | ---- |
| 08.º | Alvarado         | 30   | 32 | 6  | 12 | 14 | 33 | 47 | −14  |
| 09.º | Talleres (P)     | 26   | 32 | 6  | 8  | 18 | 21 | 41 | −20  |
| 08.º | Real Arroyo Seco | 13   | 32 | 2  | 7  | 23 | 20 | 68 | −48  |

|  | Jugó la Promoción.        |
|  | Descendió al Argentino B. |